# Rabanal del Camino
Rabanal del Camino est une localité de la commune espagnole (municipio) de Santa Colomba de Somoza, dans la comarque de La Maragatería, province de León, communauté autonome de Castille-et-León, au nord-ouest de l'Espagne.
Cette localité est une halte sur le Camino francés du Pèlerinage de Saint-Jacques-de-Compostelle.

## Géographie

### Localités voisines
| Nord-ouest Matavenero (municipio de Torre del Bierzo) et Castrillo del Monte (municipio de Molinaseca) | Nord La Maluenga (municipio de Santa Colomba de Somoza)                            | Nord-est Rabanal Viejo (municipio de Santa Colomba de Somoza)                                                                         |
| Ouest Foncebadón (municipio de Santa Colomba de Somoza)                                                |                                                                                    | Est Pradorrey et Bonillos (municipio de Brazuelo) Castrillo de los Polvazares (municipio de Astorga) El Ganso (municipio de Brazuelo) |
| Sud-ouest Andiñuela de Somoza et Prada de la Sierra (es) (municipio de Santa Colomba de Somoza)        | Sud Villar de Ciervos (es) et Valdemanzanas (municipio de Santa Colomba de Somoza) | Sud-est Santa Marina de Somoza (municipio de Santa Colomba de Somoza)                                                                 |

## Culture et patrimoine

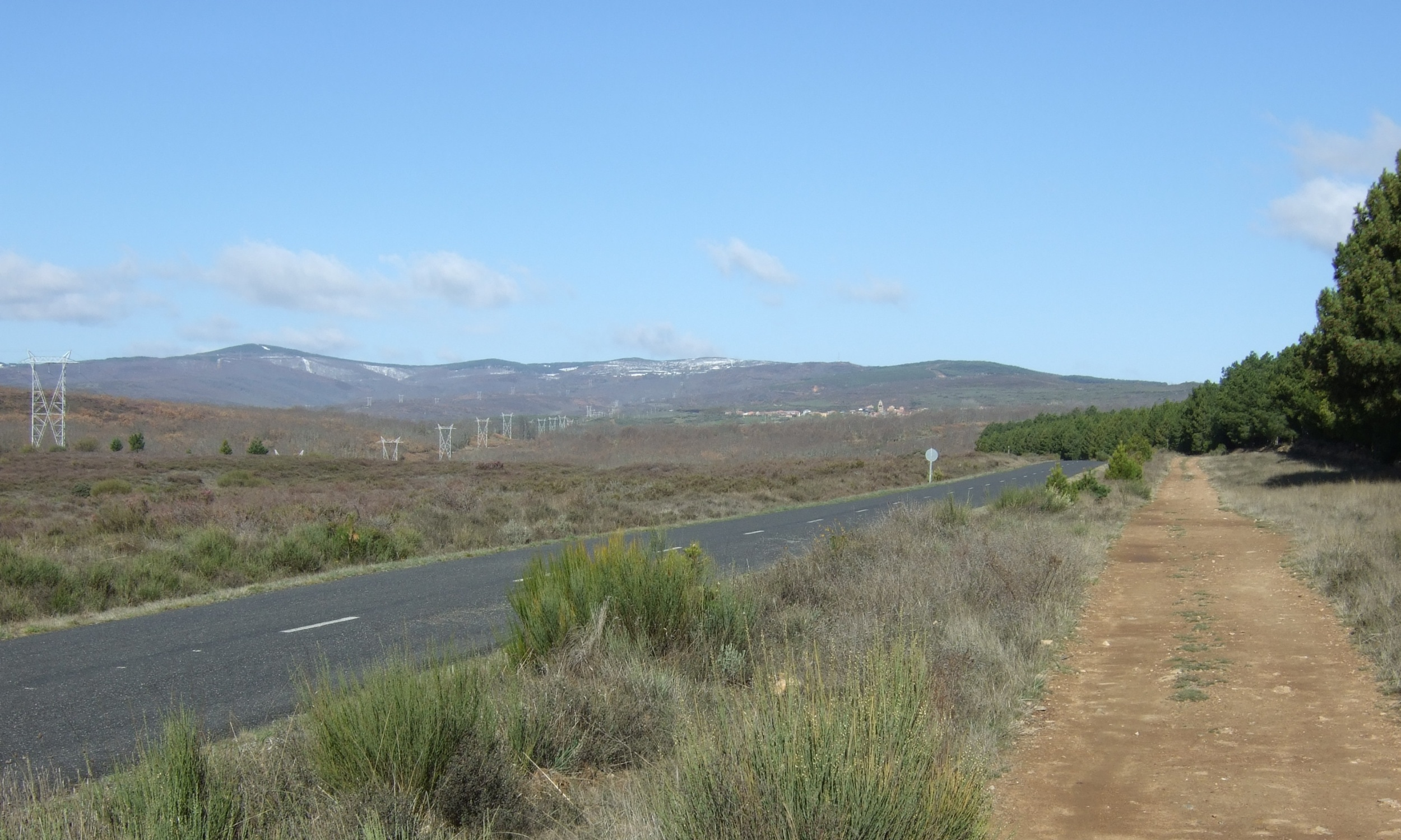
Camino francés à l'approche de Rabanal.

### Pèlerinage de Compostelle
Par le Camino francés du Pèlerinage de Saint-Jacques-de-Compostelle, le chemin vient de la localité d'El Ganso dans le municipio de Brazuelo, en passant par le Puente de Panola sur le río de Rabanal et par Benito Cristo de la Vera Cruz.
La prochaine halte est la localité de Foncebadón, dans le même municipio de Santa Colomba de Somoza, vers l'ouest.

### Monuments religieux

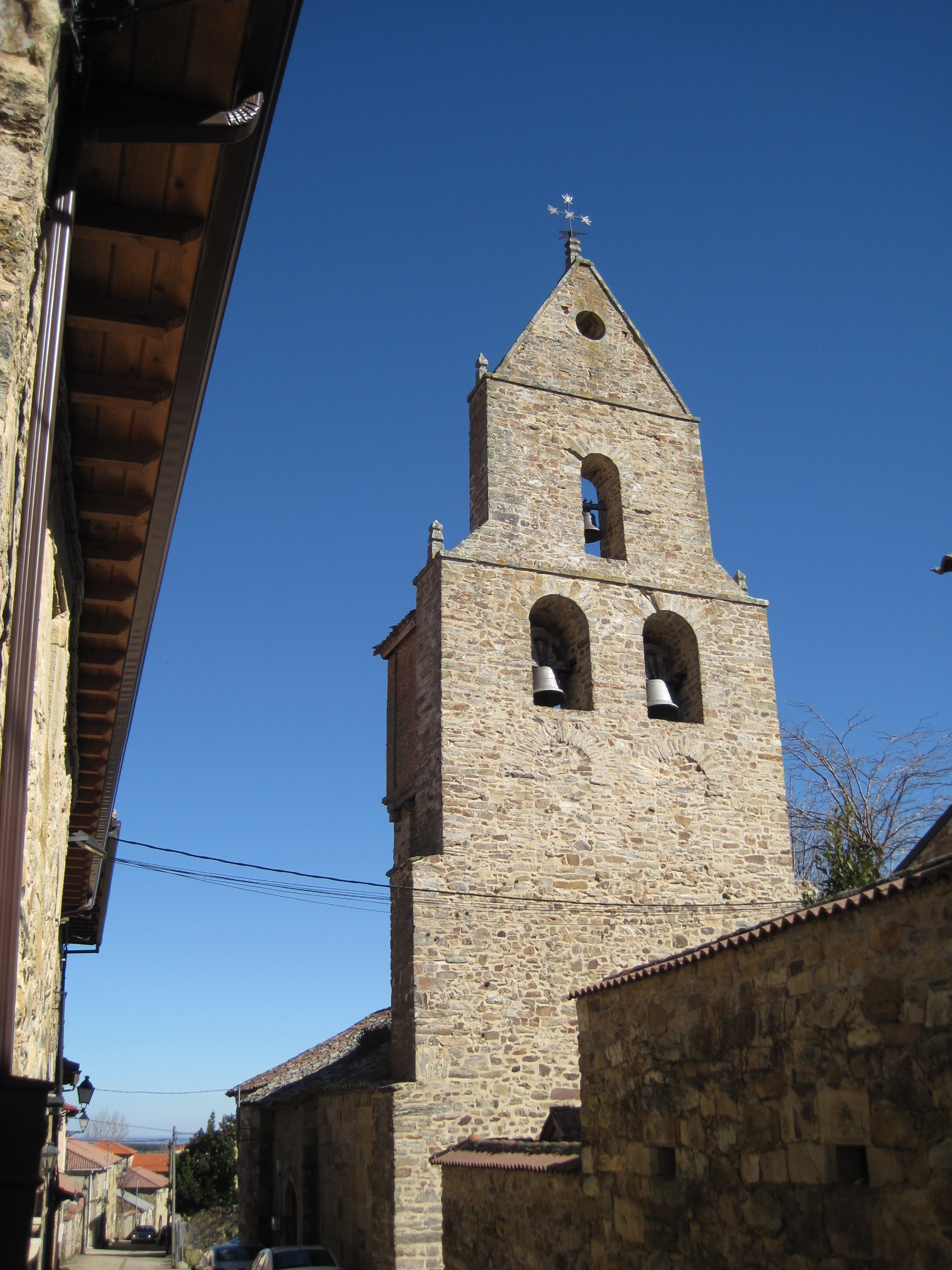
Église de Rabanal del Camino.

Église paroissiale (parroquial) de la Asunción
Fondée au XIIe siècle, elle a appartenu à l'Ordre du Temple.
Ermitage de San José
Il fut construit au XVIIIe siècle.
Ermitage du Bendito Cristo
Abbaye bénédictine de San Salvador del Monte Irago
Elle fut fondée en 2001

### Patrimoine civil et naturel

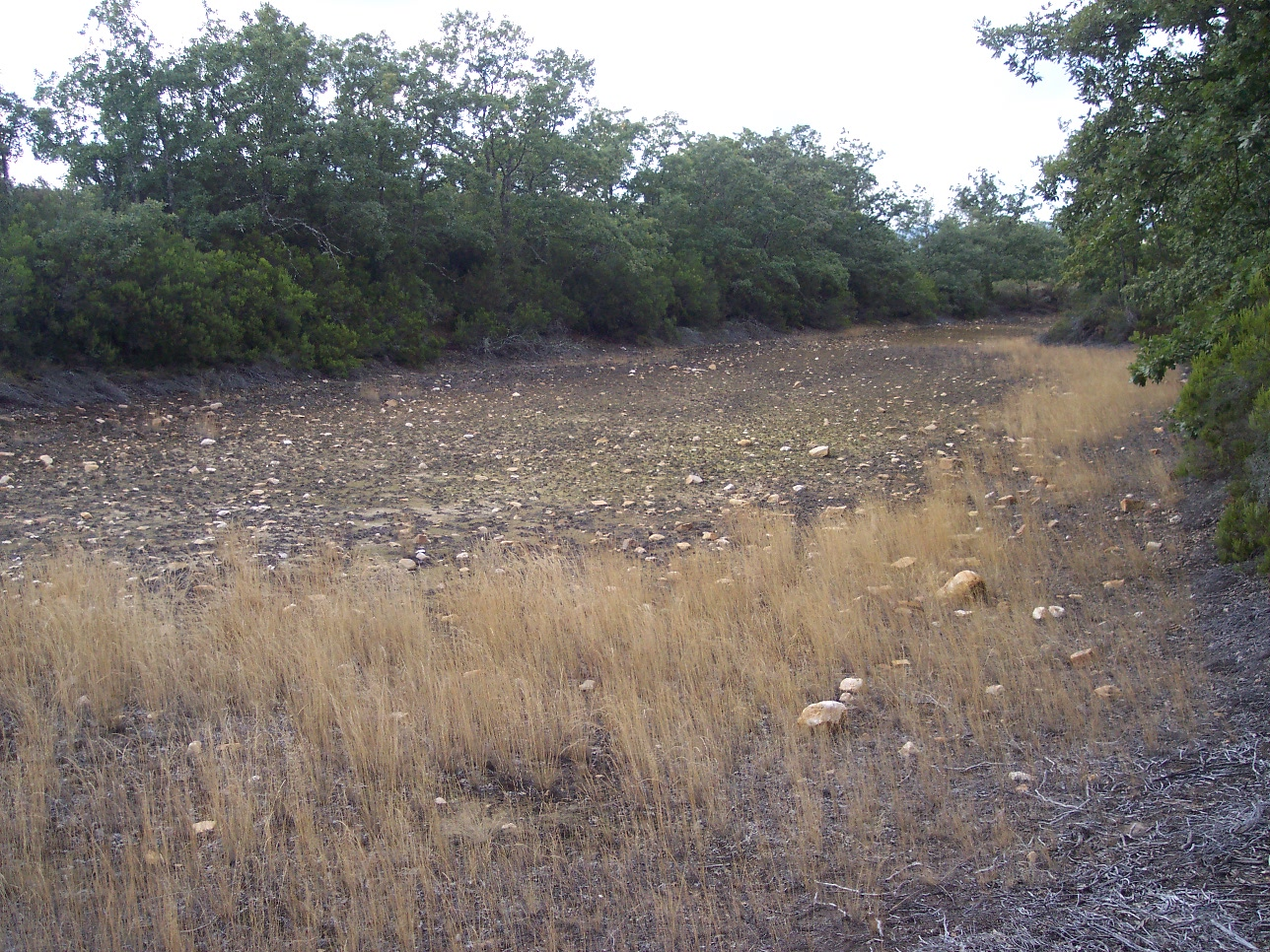
Vestige de la mine romaine de La Fucarona, près de Rabanal.

Ancienne mine romaine de La Fucarona

## Sources et références
- (es) Cet article est partiellement ou en totalité issu de l’article de Wikipédia en espagnol intitulé « Rabanal del Camino » (voir la liste des auteurs).
- (fr) Grégoire, J.-Y. & Laborde-Balen, L. , « Le Chemin de Saint-Jacques en Espagne - De Saint-Jean-Pied-de-Port à Compostelle - Guide pratique du pèlerin », Rando Éditions, mars 2006,  (ISBN 2-84182-224-9)
- (fr)« Camino de Santiago St-Jean-Pied-de-Port - Santiago de Compostela », Michelin et Cie, Manufacture Française des Pneumatiques Michelin, Paris, 2009,  (ISBN 978-2-06-714805-5)
- (fr)« Le Chemin de Saint-Jacques Carte Routière », Junta de Castilla y León, Editorial
- (es) C. Pereira Martínez, « Panorámica de la Orden del Temple en la Corona de Galicia-Castilla-León », Criterios, res publica fulget: revista de pensamiento político y social, no 6,‎ 2006, p. 173-204 (lire en ligne)

1. ↑  www.monteirago.org San Salvador del Monte Irago - Monasterio benedictino.